# Taboo
 For alternative betydninger, se Taboo (flertydig). (Se også artikler, som begynder med Taboo)
Taboo er en musical skrevet af Boy George. Den foregår i London i midt 1980'ernes New Romantic periode. Musicallen følger Boy George og Legh Bowery og alle de andre personer, som i 80'erne besøgte natklubben Taboo. Musicalen havde Premiere i London den 29 januar 2002. I år 2003 rykkede produktionen til Broadway, hvor den spillede indtil februar 2004. Boy George spillede selv rollen som Legh Bowery i London og på Broadway.
| Musik | Spire Denne musikartikel er en spire som bør udbygges. Du er velkommen til at hjælpe Wikipedia ved at udvide den. |